# Марк Валерий Месала (консул 188 пр.н.е.)
Вижте пояснителната страница за други личности с името Марк Валерий Месала.
Марк Валерий Месала (на латински: Marcus Valerius Messalla) e римски политик през началото на 2 век пр.н.е.
Той е син на Марк Валерий Максим Месала. През 188 пр.н.е. Марк Валерий е избран за консул заедно с Гай Ливий Салинатор.
1. 1 2  M. Valerius (252) M. f. M'. n. Messalla //   Посетен на 10 юни 2021 г.
2. ↑  808 //   Посетен на 10 юни 2021 г.
3. ↑  1460 //   Посетен на 10 юни 2021 г.